# Nebris (Mythologie)
Die Nebris (νεβρίς Balg des νεβρός, des Hirschkalbes) ist in der griechischen Mythologie und Darstellung ein Attribut des Bacchos oder Dionysos (Euripides, Die Bakchen (ed. Kjeld Matthiessen): 97, 125, 157, 790) und von dessen Gottesdienern, Verehrern oder Bacchant(inn)en (siehe Dionysoskult). Dionysos war etwa als junger Knabe in ein solches braunes, hell geflecktes Fell gehüllt: als Schutz vor der ihm nach dem Leben trachtenden Hera. Das Fell wird – auch von Pan und Satyrn (zu sehen auf zahlreichen griechischen und römischen Reliefs) – die Vorderbeine unter die rechte Schulter geschlungen getragen.